# اچ‌ام‌سی‌اس وینیپگ (اف‌اف‌اچ ۳۳۸)
اچ‌ام‌سی‌اس وینیپگ (اف‌اف‌اچ ۳۳۸) (به انگلیسی: HMCS Winnipeg (FFH 338)) یک کشتی بود که طول آن ۱۳۴٫۲ متر (۴۴۰ فوت ۳ اینچ) بود. این کشتی در سال ۱۹۹۴ ساخته شد.